# Warszawski węzeł wodny

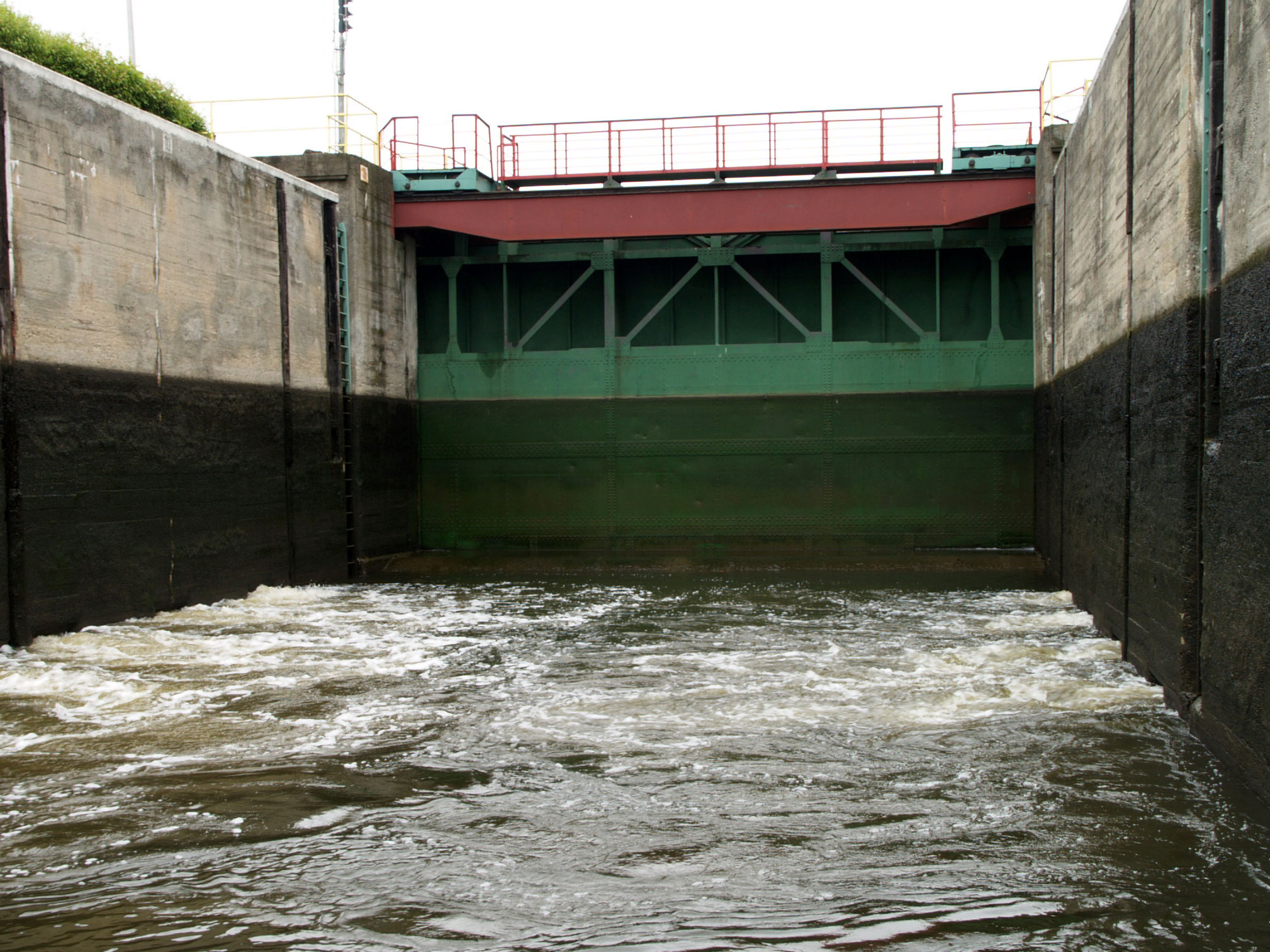
Śluza na kanale Żerańskim

Warszawski węzeł wodny – węzeł wodny na obszarze Warszawy i na północ od niej, na który składają się:
- Kanał Żerański,
- Śluza im. inż. Tadeusza Tillingera,
- Elektrownia Wodna Dębe.